# Begonia nelumbiifolia
Begonia nelumbiifolia là một loài thực vật có hoa trong họ Thu hải đường. Loài này được Cham. & Schltdl. mô tả khoa học đầu tiên năm 1830.

## Hình ảnh

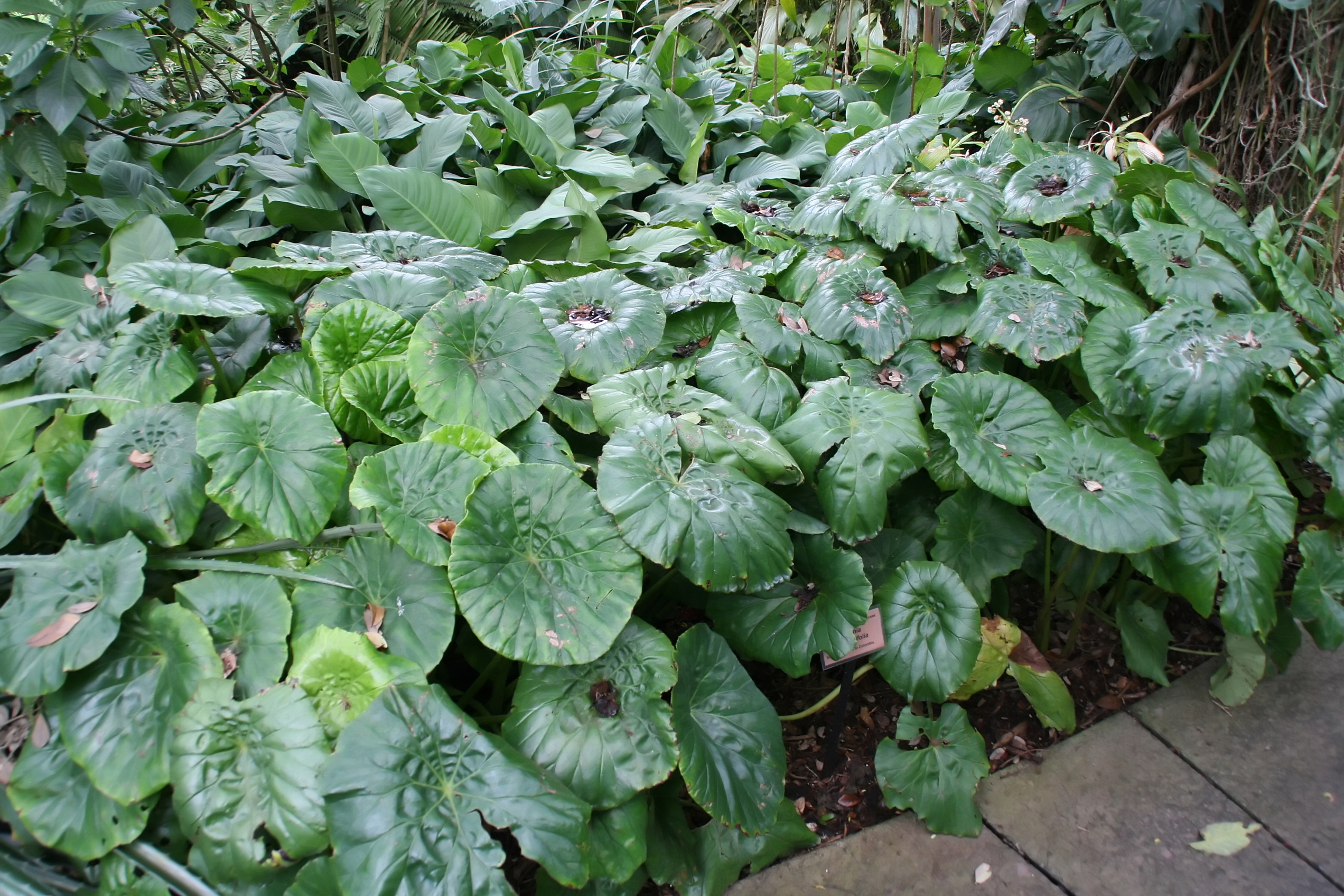
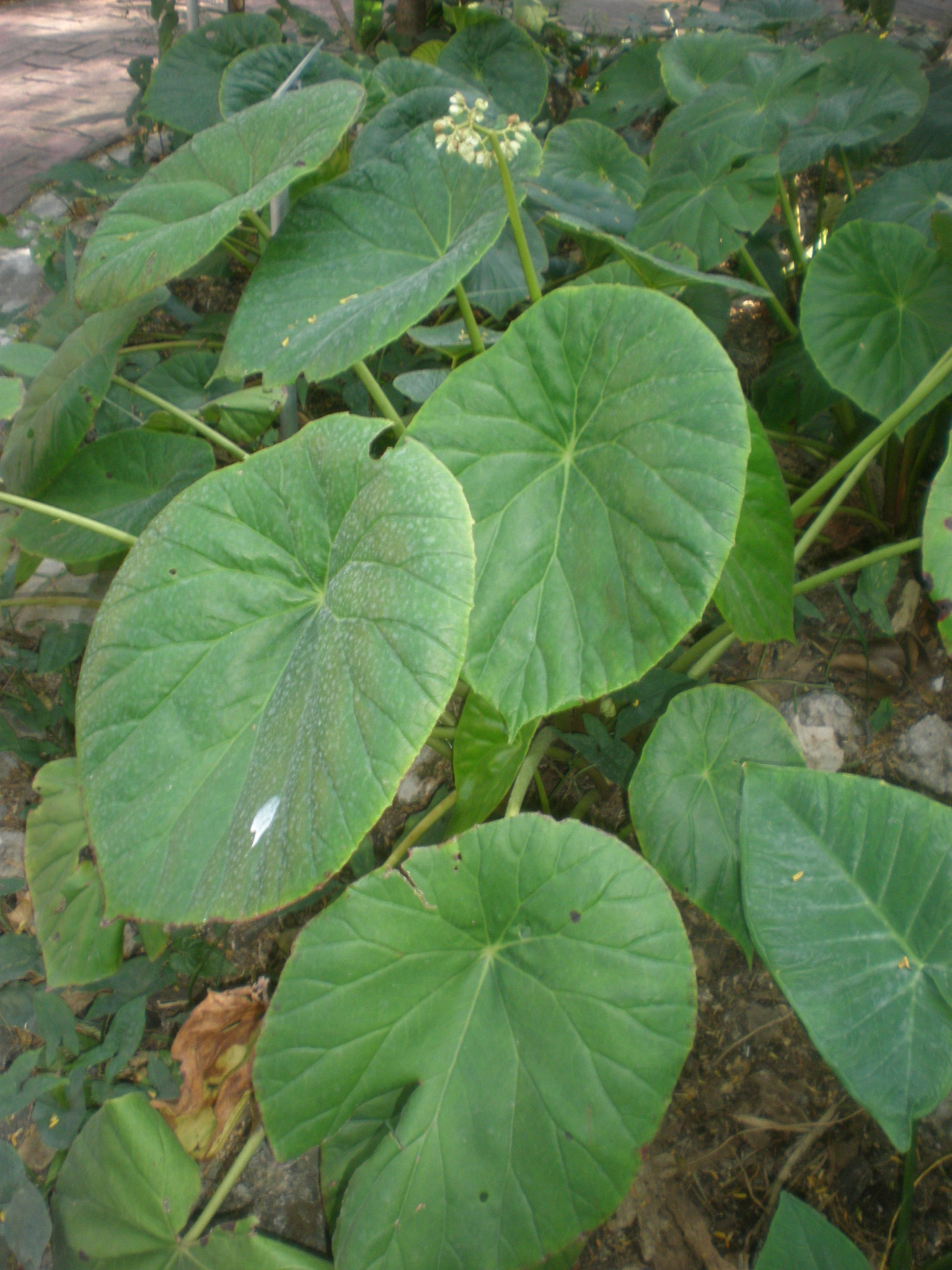